# Ashington
Ashington is een town en civil parish in Northumberland, met ongeveer 27.800 inwoners. Het is de hoofdplaats van het district Wansbeck. Alhoewel de eerste vermelding van een nederzetting met de naam Essende dateert van rond 1170, kwam de stad pas echt tot ontwikkeling in de jaren 1840, toen de hertog van Portland arbeiders aanwierf om te komen werken in de pas ontdekte kolenmijnen. Sinds 1988 worden er geen kolen meer gedolven.
Ashington ligt ongeveer 7 km oostwaarts van Morpeth en ongeveer 23 km ten noorden van Newcastle upon Tyne.

## Geboren in Ashington
- Sheila Armstrong (1942), sopraan
- Colin Ayre (1956-2023), voetballer
- Bobby Charlton (1937-2023), voetballer
- Jack Charlton (1935-2020), voetballer en voetbaltrainer
- Kenneth Ferrie (1978), golfer
- Jackie Milburn (1924-1988), voetballer
- Michael Oliver (1985), scheidsrechter

Acklington · 
Acomb · 
Adderstone with Lucker · 
Akeld · 
Allendale · 
Alnham · 
Alnmouth · 
Alnwick · 
Alwinton · 
Amble by the Sea · 
Ancroft · 
Bamburgh · 
Bardon Mill · 
Bavington · 
Beadnell · 
Belford · 
Bellingham · 
Belsay · 
Berwick upon Tweed · 
Bewick · 
Biddlestone · 
Birtley · 
Blanchland · 
Bowsden · 
Branxton · 
Brinkburn · 
Broomhaugh and Riding · 
Broomley and Stocksfield · 
Bywell · 
Callaly · 
Capheaton · 
Carham · 
Cartington · 
Chatton · 
Chillingham · 
Chollerton · 
Coanwood · 
Corbridge · 
Cornhill on Tweed · 
Corsenside · 
Craster · 
Cresswell · 
Denwick · 
Doddington · 
Duddo · 
Earle · 
Easington · 
East Chevington · 
Edlingham · 
Eglingham · 
Ellingham · 
Ellington and Linton · 
Elsdon · 
Embleton · 
Ewart · 
Falstone · 
Featherstone · 
Felton · 
Ford · 
Glanton · 
Greenhead · 
Greystead · 
Haltwhistle · 
Harbottle · 
Hartburn · 
Hartleyburn · 
Hauxley · 
Haydon · 
Healey · 
Hebron · 
Heddon on the Wall · 
Hedgeley · 
Hedley · 
Henshaw · 
Hepple · 
Hepscott · 
Hesleyhurst · 
Hexham · 
Hexhamshire · 
Hollinghill · 
Holy Island · 
Horncliffe · 
Horsley · 
Humshaugh · 
Ilderton · 
Ingram · 
Kielder · 
Kilham · 
Kirknewton · 
Kirkwhelpington · 
Knaresdale with Kirkhaugh · 
Kyloe · 
Lesbury · 
Lilburn · 
Longframlington · 
Longhirst · 
Longhorsley · 
Longhoughton · 
Lowick · 
Lynemouth · 
Matfen · 
Meldon · 
Melkridge · 
Middleton · 
Milfield · 
Mitford · 
Morpeth · 
Netherton · 
Netherwitton · 
Newbrough · 
Newton by the Sea · 
Newton on the Moor and Swarland · 
Norham · 
North Sunderland · 
Nunnykirk · 
Ord · 
Otterburn · 
Ovingham · 
Ovington · 
Pegswood · 
Plenmeller with Whitfield · 
Ponteland · 
Prudhoe · 
Rennington · 
Rochester · 
Roddam · 
Rothbury · 
Rothley · 
Sandhoe · 
Shilbottle · 
Shoreswood · 
Shotley Low Quarter · 
Simonburn · 
Slaley · 
Snitter · 
Stamfordham · 
Stannington · 
Tarset · 
Thirlwall · 
Thirston · 
Thropton · 
Togston · 
Tritlington and West Chevington · 
Ulgham · 
Wall · 
Wallington Demesne · 
Warden · 
Wark · 
Warkworth · 
West Allen · 
Whalton · 
Whittingham · 
Whittington · 
Whitton and Tosson · 
Widdrington Station and Stobswood · 
Widdrington · 
Wooler · 
Wylam